# Fortuin (snoepfabrikant)

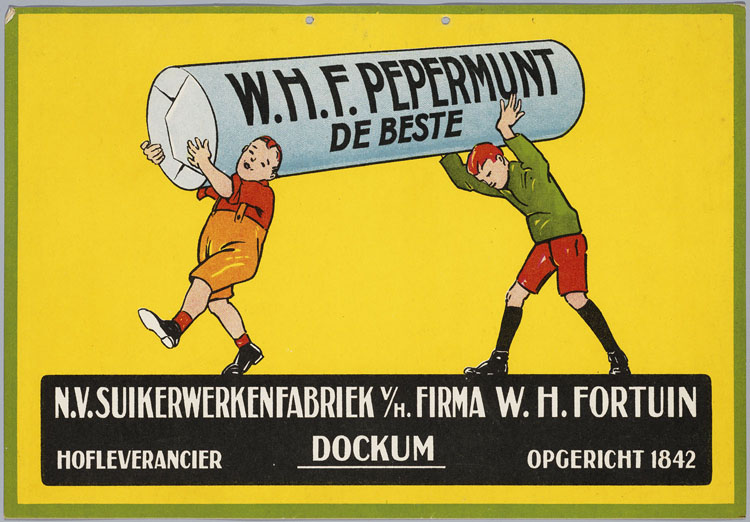
Een reclamekaart voor W.H.F. Pepermunt uit 1920

Fortuin is een Nederlandse snoepfabrikant, gevestigd in Dokkum.
Willem Hendrik Fortuin uit Lemmer vestigde zich in 1842 in Dokkum als banketbakker. Na verloop van jaren ontwikkelde het bedrijf zich tot luxe suikerwerkfabriek, tot in 1888 de keuze op het industriële suikerwerk viel. Het bekendste merk van Fortuin is de Fortuin DF Pepermunt, de zogenaamde Engelse pepermunt. Een bekende versie van deze pepermunt is Wilhelmina pepermunt. Deze pepermunt uit 1892 was een eerbetoon aan prinses Wilhelmina, die dat jaar twaalf werd. Ook bestond Fortuin in dat jaar vijftig jaar. Koningin-weduwe Emma kreeg het eerste kistje aangeboden, wat in 1896 leidde tot het het predicaat hofleverancier.